# Estado de Kayin
El estado de Kayin o estado de Karen (karen: ကညီကီၢ်ဆဲ Kanyaw Kawhseh; birmano: ကရင်ပြည်နယ် [kəjɪ̀ɴ pjìnɛ̀]) es un estado de Myanmar.
Su capital es Hpa-An. Cuenta con una superficie de 30.383 km², que para efectos comparativos es similar a la de Albania.
Está principalmente habitado por la etnia kayin o karen.

## Ubicación
El estado tiene los siguientes límites territoriales:
| Noroeste: Territorio de la Unión de Naipyidó | Norte: Shan                    | Noreste: Kayah                  |
| Oeste: Región de Bago                        |                                | Este: Mae Hong Son ( Tailandia) |
| Suroeste: Mon                                | Sur: Kanchanaburi ( Tailandia) | Sureste: Tak ( Tailandia)       |

## Conflictos étnicos
La etnia karen está organizada en un grupo político, la Unión Nacional Karen y otro armado, el Ejército de Liberación Nacional Karen.
La etnia karen fue en su día predominantemente animista. En tiempos del Imperio Británico, la mayoría de los karen se convirtió al cristianismo. En la actualidad, más de la mitad son cristianos, mientras que el resto son animistas o budistas.
Existe un conflicto de carácter armado entre las tropas de la junta militar que dirige Birmania y una guerrilla independentista en Karen. Se dan notables diferencias entre los independentistas, a causa de la cuestión religiosa.

## Organización territorial
El estado se divide en cuatro distritos y siete municipios: